# AMAZONS
AMAZONS（アマゾンズ）は、日本の3人組女性ボーカルグループである。

## 概要
1985年結成。デビュー以来、「日本初の歌って踊れる女性コーラスグループ」を標榜しており、1987年以降、久保田利伸・米米CLUB・バブルガムブラザーズ・松任谷由実・ZOO・鈴木雅之・小室哲哉・米倉利紀・平井堅らニューミュージック・R&B・AOR系のアーティストらを中心として大多数のアーティストらのバックコーラスに参加していた事で知られている。

## メンバー
| 名前                         | 通称 | 生年月日（年齢）       | 出身地 | 血液型 |
| ---------------------------- | ---- | ---------------------- | ------ | ------ |
| 大滝裕子 （おおたき ゆうこ） | YUKO | 1963年3月19日（62歳）  | 山梨県 | AB型   |
| 斉藤久美 （さいとう くみ）   | KUMI | 1958年3月18日（67歳）  | 茨城県 | B型    |
| 吉川智子 （よしかわ ともこ） | TOKO | 1960年11月10日（64歳） | 大阪府 | O型    |

## 来歴
- 1984年、マリーンの『LOOKING FOR LOVE』ツアーに斉藤久美、吉川智子、遠藤由美（えんどうゆみ、1962年12月20日[2] -）が、バックコーラスグループ「リーリーズ」として参加[3]。
- 1985年、吉川が遠藤の後任を探している中で大滝裕子と出会い、「AMAZONS」を結成[3]。その年に開催されたマリーンの『BE POP LIVE』ツアーにAMAZONSで参加した[3]。同年11月に開催された松任谷由実の『DA・DI・DA』ツアーに大滝と吉川が参加[4]。
- 1986年9月、久保田利伸の『SHAKE IT PARADISEへようこそ』ツアーに参加。同年11月、松任谷の『ALARM à la mode』ツアーへ参加。このツアーでは斉藤も参加した[5]。
- 1987年11月、CBS・ソニーより「GLORIOUS GLAMOUROUS」でデビュー[6]。
- 1988年夏、CBS・ソニーの創立20周年を記念して結成されたユニット「NEW BLOOD」のメンバーとして活動する[7]。
- 1992年、所属事務所をキティアーティストからキャナルミュージックに、レコード会社をSony Recordsからフォーライフ・レコードにそれぞれ移籍する[8]。
- 1995年、キャナルミュージックとフォーライフ・レコードを退所[9]。その後は個別の活動が主体となり、AMAZONSとしての活動は休止する[9]。
- 2005年、結成20周年を迎え、活動再開[9]。翌2006年に結成20周年を記念したアルバム『AMAZONS』をリリースした[10]。

## エピソード
- 1985年に開催された松任谷由実の『DA・DI・DA』ツアーは、元々大滝のみが参加する予定だったが、元々決まっていた低音担当者の降板が決まったため、遅れて吉川の参加も決まった[4]。さらにその後、中音担当者の降板も決まり、大滝と吉川は斉藤に参加を要請したが、斉藤は当時髙橋真梨子のコンサートの参加が決まっていたため、坂井利衣（現：Emme）が中音パートとして参加した[4]。

## ディスコグラフィ

### シングル
| #    | タイトル                 | 発売日         | 規格品番   | 発売元                 |
| ---- | ------------------------ | -------------- | ---------- | ---------------------- |
| 1st  | GLORIOUS GLAMOUROUS      | 1987年11月21日 | 07SH-2017  | CBS・ソニー            |
| 2nd  | Oh! Darling              | 1989年5月21日  | 10EH-3286  | CBS・ソニー            |
| 3rd  | 嘘泣きでチーク           | 1989年7月21日  | 10EH-3311  | CBS・ソニー            |
| 4th  | 夢で逢いましょう         | 1989年9月21日  | 10EH-3339  | CBS・ソニー            |
| 5th  | Kiss In The Dark         | 1990年3月21日  | CSDL-3078  | CBS・ソニー            |
| 6th  | もっとハートで愛しなさい | 1990年10月21日 | CSDL-3168  | CBS・ソニー            |
| 7th  | DREAMY SUNDAY            | 1991年7月25日  | SRDL-3333  | Sony Records           |
| 8th  | ドアを開けて             | 1991年8月23日  | SRDL-3345  | Sony Records           |
| 9th  | 泳げ8番目の不思議まで    | 1992年6月19日  | FLDF-10216 | フォーライフ・レコード |
| 10th | BORN ON THE WIND         | 1993年5月21日  | FLDF-10243 | フォーライフ・レコード |
| 11th | 愛が動きだした           | 1994年4月21日  | FLDF-1505  | フォーライフ・レコード |
| 12th | 昨日より 1秒前より       | 1995年9月21日  | FLDF-1576  | フォーライフ・レコード |

### アルバム
| #   | タイトル                              | 発売日         | 規格品番    | 発売元                 | 備考                                                 |
| --- | ------------------------------------- | -------------- | ----------- | ---------------------- | ---------------------------------------------------- |
| 1st | 贋物天国                              | 1988年5月21日  | 32DH-5053   | CBS・ソニー            |                                                      |
| 2nd | Some Like It Hot 〜お熱いのがお好き〜 | 1990年3月21日  | CSCL-1100   | CBS・ソニー            |                                                      |
| 3rd | IDLE CHATTER                          | 1991年7月25日  | SRCL-2026   | Sony Records           |                                                      |
| 4th | 屋根のないレストラン                  | 1993年5月21日  | FLCF-30207  | フォーライフ・レコード |                                                      |
| 5th | 10                                    | 1994年5月20日  | FLCF-3506   | フォーライフ・レコード |                                                      |
| 6th | divine DESTINY                        | 1995年10月20日 | FLCF-3595   | フォーライフ・レコード |                                                      |
| 7th | AMAZONS                               | 2006年9月6日   | BVCR-17045  | BMG JAPAN              | 「AMAZONS with SHIKAO&THE FAMILY SUGAR」名義での発売 |
| 8th | AMAZONS THE BEST                      | 2007年12月19日 | MHCL-1246/7 | GT music               | 初のベスト・アルバム                                 |
| 9th | FANTASTIC 30                          | 2016年5月25日  | ELFA-1601   | ELEC RECORDS           |                                                      |

### コンピレーション
| 曲名                     | 収録アルバム                                                                | 発売日        | 規格品番   | 発売元         |
| ------------------------ | --------------------------------------------------------------------------- | ------------- | ---------- | -------------- |
| Save me the Swing        | 『Clara』                                                                   | 1988年4月21日 | 32DH-5009  | CBS・ソニー    |
| Cross your fingers       | 『サイレントメビウス MUSIC ALUBM "CAUTION"』                                | 1989年6月1日  | H00K-20139 | キティレコード |
| Mr. Cool (Short Version) | 『劇場版シティーハンター〈新宿プライベート･アイズ〉 -ORIGINAL SOUNDTRACK-』 | 2019年2月6日  | SVWC-70395 | アニプレックス |
| CAT’S EYE                | 『劇場版シティーハンター〈新宿プライベート･アイズ〉 -ORIGINAL SOUNDTRACK-』 | 2019年2月6日  | SVWC-70395 | アニプレックス |
| You are my hero          | 『劇場版シティーハンター〈新宿プライベート･アイズ〉 -ORIGINAL SOUNDTRACK-』 | 2019年2月6日  | SVWC-70395 | アニプレックス |
| Mr. Cool (Long Version)  | 『劇場版シティーハンター〈新宿プライベート･アイズ〉 -ORIGINAL SOUNDTRACK-』 | 2019年2月6日  | SVWC-70395 | アニプレックス |

## サポート・バックコーラスで担当した歌手
- 安藤秀樹
- 内田忍
- 大黒摩季とフレンズ
- 大沢誉志幸
- 河合その子
- GWINKO
- 久宝留理子
- 久保田利伸
- 郷ひろみ
- 小林麻美
- 小室哲哉
- 米米CLUB
- 佐橋佳幸
- 篠原利佳
- 清水美恵
- ZOO
- スガシカオ
- 鈴木雅之
- 高中正義
- 武部聡志
- 玉置浩二
- Chage
- 中村幸代
- バブルガムブラザーズ
- 浜本沙良
- 藤井フミヤ
- 前野健太
- 松任谷由実
- 松本良喜
- マリーン
- 真璃子
- 未唯mie
- Meyou
- Mink
- 諸岡なほ子
- 米倉利紀
- レオン・ライ
- 和田アキ子